# Yazidismo
El yazidismo es una religión de Oriente Medio. Pertenece a la corriente minoritaria del yazdanismo, cuyas otras ramas, alevismo y yaresanismo,[cita requerida] se distinguen del yazidismo en que no practican la taqiyya (disimular la fe cuando está en juego la propia vida).[cita requerida] Estas tres ramas no coinciden geográficamente y los contactos entre ellas son poco frecuentes. Su principal ciudad santa es Lalish, en la provincia de Nínive, antes Mosul (Irak).
Los yazidíes constituyen una minoría preislámica cuyas raíces se remontan a 2000 a. C.[cita requerida] Hasta el siglo VII d. C. fue la religión oficial de los kurdos. Sin embargo, siguen siendo predominantemente de origen kurdo y la mayoría vive cerca de Mosul, existiendo pequeñas comunidades en Armenia, Georgia, Irán, Rusia (31 273 según el censo de 2002), Siria (véase también: Yazidis en Siria). En total hay 200 000-1 000 000 aunque esta estimación es poco precisa debido al secretismo que envuelve a la confesión en cuanto al reconocimiento del propio credo. Desde el siglo XX algunos refugiados yazidíes viven en Europa (especialmente Alemania) y en América del Norte.

## Historia
Históricamente, los yazidíes son una minoría religiosa kurda. Probablemente hayan existido desde 2000 a. C. Aunque los yazidíes hablan un dialecto del kurdo, el kurmanji, su culto muestra una gran influencia de las antiguas religiones sirio-mesopotámicas, el zoroastrismo persa y el sufismo islámico.
Los yazidíes se autodenominan Êzidî, Êzîdî o, en algunas regiones, Dasinî, siendo este último un nombre tribal. Algunos eruditos afirman que el nombre "yazidí" proviene del persa yazata (ser divino), mientras que otros dicen que tiene su origen en el del califa omeya del siglo VII Yazid I (Yazid bin Muawiyah), asesino del imán chií Husayn ibn Ali, nieto de Mahoma. En cuanto a los yazidíes, creen que su nombre proviene de la palabra Yezdan o Êzid, que significan "Dios", aunque en las lenguas vernáculas del Kurdistán el término izid-u (verbo) significa "mandar" o "amonestar". 
La religión yazidí es marcadamente sincretista: mientras que la imaginería sufí es observable en su vocabulario religioso, especialmente en su literatura esotérica, la mayor parte de la mitología yazidí no es islámica y su cosmogonía está emparentada con la de las antiguas religiones persas. Los primeros estudiosos de la religión yazidí trataron de describirla basándose en las religiones islámicas, persas o incluso paganas; sin embargo, los artículos publicados desde 1990 han mostrado que esta aproximación al yazidismo es demasiado simplista.
La teoría más aceptada actualmente presenta el yazidismo como fruto de un proceso sincretista de miles de años que culminó en el siglo XII al contactar los cultos locales del Kurdistán con el islam sufí traído a la zona por el jeque Adi ibn Musafir.

### Desarrollo
El sustrato de la religión yazidí se halla en las religiones de la antigua Persia, en particular el zoroastrismo de los siglos VII al IV a. C. de los kurdos del aislado valle de Lalish. 
El cristianismo llegó a Persia en el siglo I d. C. de mano, según la tradición, del apóstol Santo Tomás. En el siglo VII, el islam invade toda la región y, aunque sus seguidores respetan a las gentes del libro (cristianos, judíos y zoroástricos), persiguen a estos últimos, de los que una parte se convierte y otra huye. Los adeptos del culto de Yazid, el califa omeya proscrito por el asesinato de Alí, se repliegan alrededor de Mosul, mezclándose con la población kurda y manteniendo sus orígenes y prácticas religiosas en secreto.
En el siglo XII, el maestro sufí Adi ibn Musafir, que por considerársele descendiente del califa omeya Marwán I tiene una buena acogida entre los kurdos, se instala en Lalish y enseña sus preceptos religiosos a la población de la zona.

### Persecución
Históricamente, esta religión y sus creyentes fueron perseguidos en varias ocasiones por el Imperio otomano desde el siglo XVI al XIX.
Contemporáneamente, tras la caída de Saddam Hussein, la comunidad yazidí fue objeto de ataques reiterados por Al-Qaeda  y posteriormente también ha sido perseguida por los yihadistas del Estado Islámico durante la ofensiva en el norte de Irak de 2014.
Básicamente, los musulmanes fundamentalistas acusan a los yazidíes de adorar al demonio.

## Creencias
De acuerdo con la cosmovisión yazidí, Dios creó el mundo, que ahora está al cuidado de siete Seres Santos, conocidos como ángeles o Heft Sirr (los Siete Misterios). El superior es Melek Taus (Tawûsê Melek en kurdo), el Ángel del pavo real, que es considerado por algunos musulmanes como Satanás o el Diablo al asimilarlo al Ángel Caído, Lucifer.

### Melek Taus

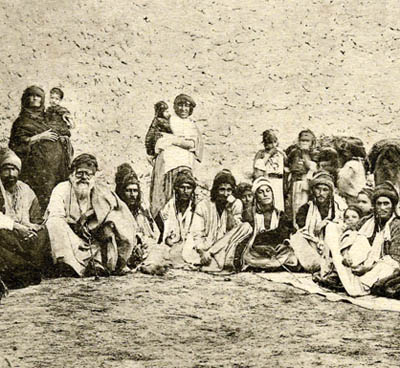
Yazidíes, 1918.

Según la Enciclopedia de Oriente, "la razón de la reputación de los yazidíes de ser 'adoradores del diablo', se debe a otro nombre de Melek Taus, Shaytan, el mismo nombre que el Corán da a Satanás". Sin embargo, según el lingüista kurdo Jamal Nebez[cita requerida], la palabra Taus se asemeja al griego y está relacionada con las palabras Theos, Zeus, Deus y, de acuerdo con tal interpretación, Melek Taus es un ángel de Dios; para otras fuentes, Zeus, Júpiter, Deus, tendrían un antecedente en el término del proto-europeo: 'dyaus', que originalmente significó: 'la claridad', 'la fuerza', y en el mundo griego se concretaría en Apolo, al que estaba dedicada: 'la aurora con sus dedos de rosa'; no sería una fuente del mal, sino que lo consideran primero de los arcángeles. También dicen que la fuente del mal está en el corazón y el espíritu de los seres humanos, cosa que afirma el Nuevo Testamento Cristiano (Mt 15, 18). 
Las fuerzas activas de la religión yazidí son Melek Taus y el jeque Adî. El Kitêba Cilwe ("Libro de la Revelación"), considerado como la palabra de Melek Taus y que recoge lo esencial de las creencias yazidíes, indica que Melek Taus asigna responsabilidades, bendiciones y desgracias según su voluntad y que no le compete a la raza de Adán cuestionarlo. El jeque Adî creía que Melek Taus se había reencarnado en él: "estaba presente cuando Adán vivía en el paraíso, y también cuando Nemrud lanzó a Abraham al fuego. Estaba presente cuando Dios me dijo: 'serás el gobernante y señor de la tierra'. Dios, el compasivo, me dio siete tierras y el trono del Cielo".

### Creación
Los relatos yazidíes de la creación son diferentes de los del judío-cristianismo y el Islam. Cuentan que Dios creó primero, de su propia iluminación, a Melek Taus y los otros seis arcángeles fueron creados después. Dios ordenó a Melek Taus no inclinarse ante los demás seres. Cuando Dios creó a los otros arcángeles, les ordenó traerle el polvo (Ax) de la tierra (Erd), para construir el cuerpo de Adán. Después Dios dio vida a Adán de su propia respiración y mandó a todos los arcángeles para reverenciar a Adán. Ellos obedecieron, con excepción de Melek Taus. Al preguntarle Dios el por qué, Melek Taus le contestó: "¡Cómo puedo someterme a otro ser! Soy de tu iluminación, mientras que Adán fue hecho del polvo". Entonces Dios lo elogió y lo designó como líder de todos los ángeles y su enviado en la tierra. Por tanto, los yazidíes creen que Melek Taus es el representante de Dios en la superficie de la tierra, adonde desciende cada primer miércoles de Nisan (marzo/abril), en el día que celebran como el Año Nuevo. Creen que Dios creó a Melek Taus de su iluminación en esa fecha. Consideran que respetar y alabar a Melek Taus es una manera de reconocer su majestad y naturaleza sublime. Esta idea se llama "conocimiento del Sublime" (Zanista Ciwaniyê). El sheij Adî observó la historia de Melek Taus y creyó en él.
Una idea dominante del creacionismo yazidí es que todos los yazidíes son descendientes de Adán antes que de Eva.

### Otras creencias y prácticas religiosas
Los yazidíes creen que el Bien y el Mal conviven en la mente y el espíritu humanos. Elegir entre ambos depende del propio ser humano. En este proceso, su devoción a Melek Taus es esencial, puesto que fue a él a quien Dios le dio a elegir entre el bien y el mal, y eligió el bien. 
Los libros sagrados de los yazidíes son el Kitêba Cilwe (Libro de la Revelación) y el Mishefa Reş (Libro Negro). 
Dos características clave e interrelacionadas del yazidismo son: 
- Preocupación por la pureza religiosa.
- Creencia en la metempsicosis.

La primera de ellas se expresa en el sistema de castas, las normas alimentarias, la preferencia por vivir en las comunidades yazidíes y la variedad de tabúes que gobiernan muchos aspectos de la vida. 
La segunda es crucial: los yazidíes creen que los siete Seres Santos se reencarnan periódicamente en forma humana, llamada koasasa. También existe una creencia en la reencarnación de unas pocas almas yazidíes. Como los yaresaníes, los yazidíes usan la metáfora de un "cambio de ropa" para describir el proceso, que llaman en kurdo kira guhorîn. 
La mitología yazidí también incluye descripciones del cielo y del infierno, y otras tradiciones que incorporan estas ideas en un sistema de creencias que incluye la reencarnación.

## Sociedad
La sociedad yazidí es jerárquica. El líder secular es un emir o príncipe hereditario, mientras que un jeque principal dirige la jerarquía religiosa. Los yazidíes son extremadamente endogámicos, porque los miembros de las tres castas yazidíes (murid, sheij y pir) se casan solamente dentro de su respectivo grupo. Esto ha permitido conservar entre ellos a lo largo de los siglos las características físicas de su origen indoeuropeo: aun hoy, la mitad de su población tiene la piel clara, los ojos azules y el cabello rubio.

### Sistema de castas
La sociedad yazidí se divide en tres castas; los jeques o sheijs que ejercen cargos políticos, los pirs que representan la casta religiosa o clerical que administra los santuarios y los murid dedicados a las labores más humildes como profesionales, trabajadores, artesanos y campesinos. La mayoría de los yazidíes pertenecen a la clase murid. Estas tres castas a su vez se dividen en distintos clanes, tribus o subcastas.
La casta de los sheijs se divide en tres clanes o tribus; de una sale el mir o príncipe cuyo rol es servir como líder comunal y político y resolver disputas entre la comunidad. De otra saldrá el Baba Sheij quien ejerce el cargo de máxima autoridad religiosa.
El cargo de Baba Sheij suele ser hereditario pero requiere la nominación del Príncipe. El Baba Sheij debe vivir austeramente, ayuna unos 80 días al año y se abstiene de alcohol, él y su familia viven de las donaciones de la comunidad.
La tercera de las subcastas sheij es la que elige al Pesh Imam cuya función es acompañar en sus viajes al Baba Sheij, también determina las dotes y preside las bodas. El rol no es hereditario y es designado por el Príncipe. En tiempos antiguos solo a esta casta superior se le permitía educarse, pero esto cambió especialmente por la implantación de la educación obligatoria en los países de la zona desde el siglo XIX.
En general no se permite que los integrantes de esas subcastas se casen entre sí; tampoco se permite el matrimonio entre castas, sheijs, pirs y murids no deben casarse entre sí. En el caso de pirs y murids existen otras subcastas en su seno pero a éstas se les permite casarse mientras sea dentro de su misma casta. En el pasado sheijs y pirs dependían económicamente de los murids aunque esto ha cambiado desde la modernización del siglo XX.

### Lossin casta
Tres grupos singulares dentro de los yazidíes puede venir de cualquiera de las otras castas, estos son:
- Kocheks, quienes tienen habilidades clarividentes y tienen el don de la profecía y de hablar con los muertos.
- Faquires, quienes se dedican al ascetismo y al misticismo.
- Qewels, cuyo nombre significa "conocimiento del corazón" y memorizan los textos sagrados así como aprenden a tocar instrumentos musicales como el tambor y la pandereta, sin ellos no se pueden realizar ceremonias religiosas.

## Prácticas religiosas

### Rezos y celebraciones
Los yazidíes tienen cinco rezos diarios: Nivêja berîspêdê (rezo del amanecer), Nivêja rojhilatinê (rezo de la mañana), Nivêja nîvro (rezo del mediodía),  Nivêja êvarî (rezo de la tarde) y Nivêja rojavabûnê (rezo del anochecer) (enlace roto disponible en Internet Archive; véase el historial, la primera versión y la última)..
Los adoradores deben orientarse hacia el sol y, para el rezo del mediodía, hacia Lalish. Este rezo se acompaña de ciertos gestos. Estos rezos diarios no deben realizarse en presencia de extraños. El día sagrado es el miércoles y el de descanso, el sábado. También hay una festividad de tres días de duración en diciembre.
Se ha dicho que el santuario del templo de Chemera está ligado a la resurrección de Jesucristo. Creen que Dios mandó a Melek Taus a retirar la lápida que cubría la tumba de Jesucristo para que éste pudiera salir y que (Melek Taus) se quedó en el lugar del templo.

### Peregrinaje

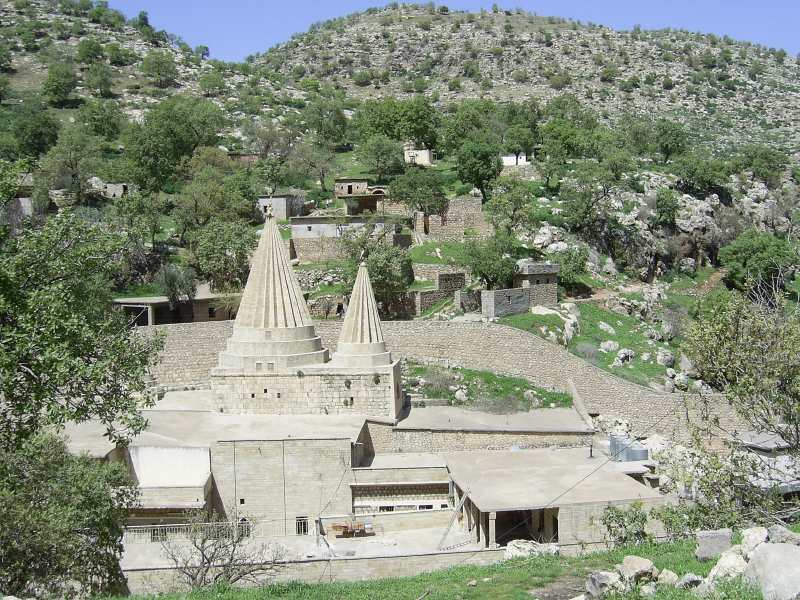
Tumba del jeque Adi en Lalish.

El ritual más importante es el peregrinaje anual de seis días de duración a la tumba del jeque Adi en Lalish, al norte de Mosul. Pese a ser sagrado para los yazidíes, no sólo contiene santuarios dedicados a la koasasa, sino también otros lugares importantes con simbología propia de otras religiones, como Pirra selat (puente Serat) y el monte Arafat. Hay dos arroyos sagrados que se llaman Zamzam y Kaniya sipî (el arroyo blanco). Un yazidí debe peregrinar a Lalish al menos una vez en la vida y aquellos que habitan en la región procuran visitar Lalish una vez al año, especialmente durante el Festival de la asamblea, que se celebra cada otoño del 23 de Elul al 1 de Tishrei (septiembre). Durante esta celebración, los yazidíes se bañan en el río, lavan figurillas de Melek Taus y encienden multitud de luces en la tumba del sheij Adî y de otros santos. También se sacrifica un buey, lo que, junto con la presencia en la iconografía yazidí del perro y de la serpiente, ha llevado a considerar que esta religión está relacionada con el mitraísmo. El sacrificio del buey simboliza la llegada del otoño y sirve para implorar lluvia durante el invierno, de forma que a la primavera siguiente la vida renazca. Además, en astrología, el buey es el símbolo de Tishrei.

### Festivales
El año nuevo yazidí cae en primavera, poco después del equinoccio. En este día, las mujeres se lamentan en los cementerios, al son de la música de los Qewals, pero los demás eventos de este día son alegres.

## Textos académicos sobre el yazidismo
1. Reshid, T. Yezidism: historical roots Archivado el 9 de junio de 2009 en Wayback Machine., International Journal of Kurdish Studies, January 2005.
2. Wahbi, T., Dînî Caranî Kurd, Gelawej Journal, N 11-12, Bagdad, 1940, pp. 51-52. (en kurdo)
3. Reshid, R. ,Etnokonfessionalnaya situasiya v sovremennom Kurdistane. Moscú-Sant-Petersburgo: Naúka, 2004, p. 16. (en ruso)
4. Joseph, I. "Yezidi Texts". The American Journal of Semitic Languages and Literatures, 1908-1909/XXV, 2, pp. 111-156.
5. Marie, A. 1911. "La découverte récente des deux livres sacrés des Yêzîdis". Anthropos, 1911/VI, 1. pp. 1-39.
6. Drower, E.S. [E.S. Stevens]. Peacock Angel. Being Some Account of Votaries of a Secret Cult and their Sanctuaries. Londres: John Murray, 1941.
7. Kreyenbroek, F.G. "Yezidism - its Background, Observances and Textual Tradition". Texts and Studies in Religion, 62. Lewiston, Queenston and Lampeter: Edwin Mellen Press, 1995.
8. Kurdoev, K.K. "Ob alfavite ezidskikh religioznykh knig" [Report on the alphabet of the Yezidi religious books]. Pis'mennye pamiatniki i problemy istorii kul'tury narodov Vostoka. VIII godichnaia nauchnaia sessiia LO IV AN SSSR. Leningrad, 1972, pp. 196-199. (In Russian)
9. Kurdoev, K.K. "Ob avtorstve i iazyke religioznykh knig kurdov XI-XII vv. predvaritel'noe soobshchenie" [Preliminary report on the Kurdish religious books of the eleventh-twelfth centuries: their author and language]. VII godichnaia nauchnaia sessiia LO IV AN SSSR. Leningrad, 1971, pp. 22-24. (In Russian)
10. Menzel, Th. "Yazidi, Yazidiya". The En
11. Allison, C. "YAZIDIS" in Encyclopedia Iranica